# 노티드
노티드(Knotted)는 대한민국의 제과 체인점이다.